# Farigia
Farigia is een geslacht van vlinders van de familie tandvlinders (Notodontidae).

## Soorten
- F. albicans Schaus, 1910
- F. alicia Schaus, 1928
- F. basiviridis Dognin, 1911
- F. benepicta Schaus, 1923
- F. catharina Dognin, 1924
- F. conspersata Dognin, 1921
- F. curita Jones, 1912
- F. foliata Schaus, 1910
- F. fragilis Schaus, 1906
- F. gamarra Dognin, 1890
- F. hydriana Schaus, 1901
- F. lantana Schaus, 1939
- F. larissa Druce, 1911
- F. liboria Schaus, 1928
- F. luicana Schaus, 1928
- F. magniplaga Schaus, 1906
- F. medan Druce, 1911
- F. mina Druce, 1900
- F. montana Druce, 1898

- F. musara Schaus, 1901
- F. nana Druce, 1911
- F. pallida Schaus, 1894
- F. peruana Dognin, 1911
- F. sagana Druce, 1894
- F. sennen Schaus, 1928
- F. thelian Schaus, 1928
- F. tulana Schaus, 1910
- F. vecina Schaus, 1901
- F. xenopithia Druce, 1911